# 우륵의 3곡 보기
보기(寶伎)는 악사(樂師) 성열현(省熱縣) 사람 우륵(于勒)의 12곡 가운데 제3곡명으로 유희적인 공놀이와 관련한 향가이다.

## 보기(寶伎) 곡명의 원전사료
- 《삼국사기》에 우륵이 지은 12곡 가운데 3곡은 보기(寶伎)[1]이다.

## 보기(寶伎) 곡명의 지명설
- 보기(寶伎)는 전중준명(田中俊明)은 포촌(浦村) 사천군(泗川郡)[2]으로 비정했다.
- 다나카 도시아키는 12곡 중 두 곡만이 반드시 예외일 수 만은 없다고 보면서, 지금 하동군의 옛 영현인 하읍현(河邑縣)의 고명 포촌현(浦村縣)을 ‘보기’의 후보지로 들었다. 그는 그의 선학 아유카이(鮎貝房之進)의 《일본서기》에 나오는 <조선지명고>를 인용하면서 보배 ‘보(寶)’자와 물가 ‘포(浦)’자는 서로 뜻은 다르지만 발음은 가깝고, 재주 ‘기(伎)’와 지탱할 ‘지(支)’ 역시 이와 같지만 서로 통할 뿐만 아니라 ‘支’는 ‘城’으로 통하여 ‘촌읍(村邑)’의 뜻이 있고, ‘伎’와 ‘村’도 통하기 때문에 ‘보기’를 사천시 곤양면 일대로 추정하는 한편 우륵 12곡은 지명과 기악명이 구성되어 있는 것이 아니라, 모두 대가야연맹을 구성하는 12국의 지명일 것으로 보았다.[3][4]
- 일본인 전중준명(田中俊明)은 우륵의 12곡 가운데 보기(寶伎)는 기예(伎藝)와 관련한 곡명임에도 불구하고 “재주 ‘기(伎)’를 지탱할 ‘지(支)’와 통한다”라는 주관적인 해석은《일본서기》에 의거한 임나일본부(任那日本府)와 연관된 임나십국(任那十國)의 하나인 사이기국(斯二岐國)을 의령군 부림면에 토착하기 위하여 《삼국사기》원전에도 미상인 우륵의 12곡 가운데 이사(爾赦) 곡명까지 개입시켜 비정한 것으로 보인다.[5]

## 보기(寶伎) 곡명의 학설
- 보기(寶伎)는 삼국 시대 신라 가야금 곡의 하나. 우륵이 지은 12곡 중의 하나임.[6]이라고 지명은 기록하지 않았다.
- 보기(寶伎)는 진흥왕 때 우륵이 지은 12곡 중의 하나로, 어떠한 종류의 가야금곡인지는 밝혀져 있지 않다.[7]
- 보기(寶伎)는 양주동(梁柱東)은 금환(金丸), 김태식은 금환(金丸)과 비슷한 기악(伎樂), 김동일(金東旭)은 제전(祭典) 관계[8]로 비정했다.

## 보기(寶伎) 곡명과 관련한 금환(金丸)
- 동도향악(東都鄕樂)에금환(金丸)․월전(月顚)․대면(對面)․속독(束毒)․산예(狻猊)의 다섯 가지 검무희(劍舞戱)가 있는데, 최치원(崔致遠)이 각각 오기 절구시(五伎絶句詩)를 지었다.

```
금환시(金丸詩)는,
몸 돌리고 팔 흔들며 
금환
(金丸)을 희롱하니, 廻身掉臂弄金丸
달 돌고 별 뜨듯이, 눈에 가득히 보인다. 月轉星浮滿眼看
비록 웅의료(熊宜僚)
[
9
]
가 있은들 어찌 이보다 나으랴? 縱有宜僚那勝此
고래 노는 바다에도 물결이 잠잠한 것 알겠다. 定知鯨海息波瀾
[
10
]
```

- 최치원(崔致遠, 857∼?)은 신라말기의 인물로서 551년 진흥왕 때 5곡을 정악으로 채택한 시기와 차이가 있으나 향악으로 전승 발전한 것으로 판단된다.
- 우륵의 12곡 가운데 3곡 보기(寶伎)는 금환(金丸)을 돌리면서 부르는 유희 향가로 유추한다.[11]